# Digital Insight
Digital Insight fue un proveedor de software de banca en línea para bancos y cooperativas de crédito. También diseñó FinanceWorks, un producto que permitía a los clientes gestionar sus finanzas. En 2014, la empresa fue adquirida e integrada en NCR Corporation.

## Historia
La empresa fue fundada en julio de 1995 por Paul Fiore y Daniel Jacoby.
En febrero de 1996, la empresa recaudó 1.1 millones de dólares en capital semilla del antiguo empleador de los fundadores, XP Systems, y obtuvo su primer cliente, Community Credit Union, de Plano, Texas.
La empresa tuvo ingresos de 85,000 dólares en sus primeros seis meses. Los ingresos aumentaron a 1.5 millones en 1996, a 4.1 millones en 1997 y a 8.2 millones en 1998.
En abril de 1997, la empresa recaudó 6 millones de dólares de Menlo Ventures.
En septiembre de 1997, la empresa adquirió RJE Internet Services, un desarrollador de sitios web para bancos.
En marzo de 1998, la empresa recaudó 3 millones de dólares de Menlo Ventures y 5 millones de HarbourVest Partners.
En octubre de 1998, John Dorman se convirtió en el director ejecutivo (CEO) de la empresa.
El 1 de octubre de 1999, durante la burbuja puntocom, se convirtió en una empresa de capital abierto mediante una oferta pública de venta. Tras fijarse el precio en 15 dólares por acción, la acción subió a 32 dólares en su primer día de cotización, un aumento del 114 %.
En febrero de 2000, la empresa adquirió nFront.
En abril de 2000, la empresa adquirió 1View Network.
En julio de 2000, la empresa adquirió AnyTime Access por 140 millones de dólares.
En febrero de 2002, la empresa adquirió Virtual FinancialServices por 51 millones de dólares.
En octubre de 2003, la empresa adquirió Magnet Communications por 33.5 millones de dólares en efectivo y 1.45 millones de acciones comunes de Digital Insight (valoradas en aproximadamente 34.6 millones de dólares al momento de completarse la adquisición).
En octubre de 2003, Jeffrey Stiefler fue nombrado director ejecutivo (CEO) de la empresa.
El 7 de febrero de 2007, Intuit adquirió la empresa por 1.35 mil millones de dólares.
En octubre de 2008, la empresa lanzó la versión para consumidores de FinanceWorksy en diciembre de 2008 se lanzó la versión para pequeñas empresas.
En septiembre de 2013, John O’Malley fue nombrado director ejecutivo (CEO) de la empresa.
El 1 de agosto de 2013, Thoma Bravo adquirió Intuit Financial Services por 1.025 mil millones de dólares.
El 10 de enero de 2014, NCR Corporation adquirió la empresa por 1.65 mil millones de dólares.
En 2015, la empresa integró la tecnología de reconocimiento de venas oculares de EyeVerify, llamada Eyeprint ID, en sus plataformas de banca móvil.
El 6 de agosto de 2024, NCR Voyix firmó un acuerdo para vender su plataforma de banca digital a Veritas Capital por 2.45 mil millones de dólares.